# Шо ди Домбје
Шо ди Домбје (фр. Chaux-du-Dombief) насеље је и општина у источној Француској у региону Франш-Конте, у департману Јура која припада префектури Сен Клод.
По подацима из 2011. године у општини је живело 528 становника, а густина насељености је износила 24,39 становника/km². Општина се простире на површини од 21,65 km². Налази се на средњој надморској висини од 890 метара (максималној 1063 m, а минималној 719 m).

## Демографија
| 1962. | 1968. | 1975. | 1982. | 1990. | 1999. | 2011. |
| ----- | ----- | ----- | ----- | ----- | ----- | ----- |
| 298   | 324   | 343   | 422   | 442   | 488   | 528   |

График промене броја становника у току последњих година